# Ernst Biesalski (Agrarwissenschaftler)
Ernst Biesalski (* 9. Februar 1907 in Metz, Reichsland Elsaß-Lothringen; † 1964 in Bad Kreuznach) war ein deutscher Agrarwissenschaftler mit dem Spezialgebiet der Landarbeitslehre.

## Leben
Ernst Biesalski wurde in Lothringen als Sohn eines Generalsekretärs geboren. 1919 musste sein Vater das nun zu Frankreich gehörende Gebiet verlassen. Er erhielt Anstellungen in Hannover, später in Mannheim. Hier legte Ernst Biesalski im Jahre 1926 die Reifeprüfung ab und unterzog sich danach einer zweijährigen landwirtschaftlichen Lehre in Württemberg, Baden, Hannover sowie im Rheinland. Von 1928 bis 1931 studierte er an der Württembergischen Landwirtschaftlichen Hochschule in Hohenheim und schloss als Diplomlandwirt ab. Es folgten Tätigkeiten in Baden und Mecklenburg – hier unternahm er wissenschaftliche Untersuchungen in einem Siedlungsgebiet im Auftrag der Abteilung Württemberg des Deutschen Forschungsinstitutes für Agrar- und Siedlungswesen. Daraus entstand seine Dissertation, mit der er im Jahre 1933 in Hohenheim zum Dr. agr. promovierte. Danach arbeitete er im bäuerlichen Beratungsdienst und orientierte sich dabei am Gedankengut von Ludwig-Wilhelm Ries (Potsdam-Bornim) und Gerhardt Preuschen (Kaiser-Wilhelm-Institut für Landwirtschaftliche Arbeitswissenschaft in Breslau-Kleinau). 
Nach dem Ende des Zweiten Weltkrieges gehörte Biesalski zu den ersten Wissenschaftlern, die Preuschen bei der Weiterführung seiner verlegten Einrichtung unterstützten: ab 1945 auf Schloss Imbshausen bei Northeim und ab 1950 im Max-Planck-Institut (MPI) für Landwirtschaftliche Arbeitswissenschaft und Landtechnik (später Max-Planck-Institut für Landarbeit und Landtechnik) in Bad Kreuznach. Beide Personen waren Mitbegründer der Studiengesellschaft für landwirtschaftliche Arbeitswirtschaft. Biesalski wurde deren Geschäftsführer und Hauptschriftleiter der als Monatsschrift erscheinenden Mitteilungen  Die Landarbeit und veröffentlichte darin zahlreiche Aufsätze zu arbeitswirtschaftlichen Problemen im bäuerlichen Familienbetrieb. Daneben nahm er ab 1950 bis zu seinem frühen Tod an den Kongressen des Internationalen Ringes für Landarbeit (IRL) teil, hielt dort Referate und wertete die Tagungen in der Fachpresse aus. Verdienste erwarb er sich mit der Herausgabe von teils dreisprachigen Nachschlagewerken.  
In der bibliographischen Literatur wird er oft mit dem namensgleichen, aber nur sehr entfernt verwandten Ernst Biesalski (Chemiker) (1881–1963) verwechselt.

## Veröffentlichungen
- Bericht über den Europäischen  Landarbeitskongress 1951 in Bad Kreuznach. Frankfurt a. Main, 1952;
- Terminologie der Landarbeitswissenschaft. Band 1: Sachregister, Band 2: Hauptwerk,  deutsch-französisch-englisch; MPI Bad Kreuznach, 1. Aufl. 1956; 2. Aufl. 1957; 3. Aufl., 1958; 4. Aufl., 1959; 5., erw. Aufl., Parey, 1954
- Methoden und Verfahren in der Landarbeitswissenschaft: Beiträge, hrsg. aus Anlaß des 15-jährigen Bestehens des Institutes 6. Dezember 1940 – 6. Dezember 1955, MPI Bad Kreuznach, 1956, 276 S.
- Zweckmäßige und erprobte Handgeräte für die Landwirtschaft. Mit Eckart Fulda; MPI Bad Kreuznach, 1957 136 S.
- Kongressbeiträge / 8. Internationaler Landarbeitskongress, 16.–20. September 1957 in Bad Kreuznach, 1957, MPI Bad Kreuznach, 136 S.
- Der bäuerliche Familienbetrieb – seine Arbeitswirtschaft und seine Zukunftsmöglichkeiten. Mit Gerhardt Preuschen u. a.; Stuttgart : Ulmer, 1959, 175 S.